# Bộ Quốc phòng
Bộ Quốc phòng (tiếng Anh: Ministry of Defence) là tên gọi chung cho một phần thuộc Chính phủ trong một quốc gia được chia thành các Bộ, hoặc các phòng, ban, chịu trách nhiệm về các vấn đề quốc phòng. Một bộ phận như vậy thường gồm tất cả các chi nhánh đơn vị của Quân đội và thường được quản lý bởi một Bộ trưởng Bộ Quốc phòng. Tùy theo mỗi quốc gia, tùy theo thời điểm, cơ quan này có thể mang những tên gọi khác nhau, tuy nhiên, chúng đều có một điểm chung là đảm nhận việc quản lý quân sự và hệ thống quân đội của quốc gia đó.

## Lịch sử

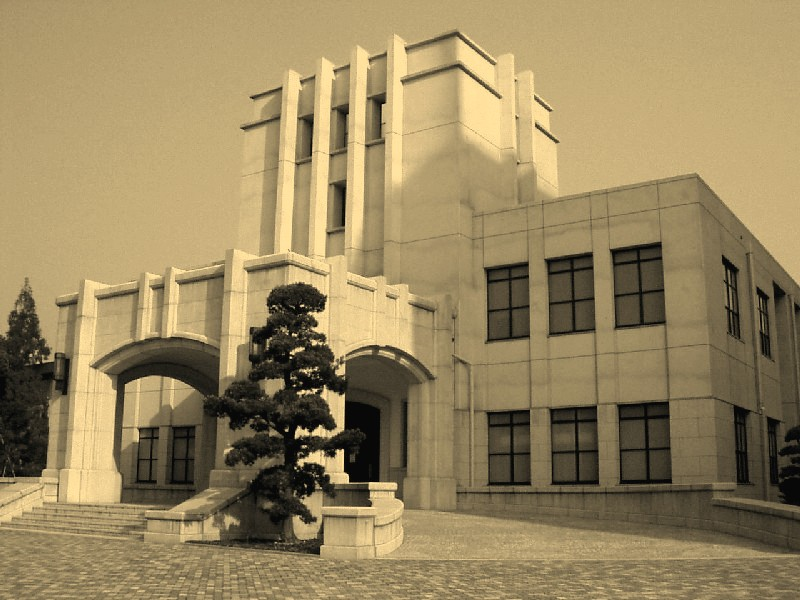
Trụ sở của Bộ Lục quân Đế quốc Nhật Bản, Tokyo, từ năm 1937–1945

Từ khoảng những năm 1700, do những nhu cầu về tài nguyên, nhân lực của một số nước Tư bản như Đế quốc Hoa Kỳ, Anh, Nhật Bản..., tổ chức Quân đội của họ đã được hình thành từ lâu. Tuy nhiên, để lãnh đạo, bảo đảm về mặt chỉ huy quản lý điều hành thống nhất trong Quân đội các nước đó nên Chính phủ hay Quốc hội các nước đó đã thành lập một cơ quan chỉ huy quân đội cao nhất (như Bộ Lục quân, Bộ Hải quân, Bộ Không quân). Trên cơ sở đó, từ cuối những năm 1700, Họ đã thành lập một tổ chức Chỉ huy điều hành quản lý chung trong Lực lượng Vũ trang được đặt tên là Bộ Lực lượng Vũ trang hay Bộ Chiến tranh. Kể từ đó trở đi, Quân đội của một số nước Tư bản được điều hành trực tiếp bởi một vị Bộ trưởng (thường là dân sự hoặc do một vị tướng đảm trách).
Tiền thân sớm nhất của Bộ Chiến tranh phải kể đến là Đế quốc Hoa Kỳ  được thành lập từ năm 1789 với tên gọi ban đầu là Cục Chiến tranh như là một cơ quan dân sự để quản lý quân đội dưới sự chỉ huy của Tổng thống Hoa Kỳ, sau đó là Đế quốc Nga thành lập vào năm 1802. Riêng Đế quốc Nhật Bản thành lập Bộ Lục quân từ những năm 1872. Mãi sau này các nước Tư bản ở Châu Âu cũng dần thành lập các Bộ Chiến tranh hoặc Bộ Quốc phòng của đất nước mình.
Tên gọi Bộ Quốc phòng xuất hiện sớm nhất vào khoảng những năm 1920 của Thế kỷ 20 tại các quốc gia Tư bản và một số nước Cộng hòa, Vương quốc. Một số nước thì đổi tên, một số nước thì thành lập mới, nhưng đa phần đều có mục đích chung là tổ chức một cơ quan thống nhất nhằm quản lý, điều hành Quân đội hoặc Lực lượng Vũ trang của đất nước mình. Và cho đến ngày nay, tên gọi Bộ Quốc phòng là khá phổ biến trên gần 150 quốc gia trên thế giới. Bởi vì, hai từ Quốc phòng mang ý nghĩa chiến lược là Phòng thủ Bảo vệ Tổ quốc. 

## Tổ chức
Tổ chức của Cơ quan Chỉ huy Quân đội cấp chiến lược của một quốc gia thường là quy định theo Đạo Luật, Luật của từng quốc gia đó. Tuy nhiên, có một số quốc gia theo Hiến pháp và Sắc Lệnh, Lệnh do Quốc hội hoặc Nguyên thủ cao nhất ban hành về việc quy định tổ chức chung của Bộ Chiến tranh hay Bộ Quốc phòng của Quốc gia đó.
Ngày nay tổ chức chung của Bộ Quốc phòng của các quốc gia gồm các bộ phận như sau:
- Đứng đầu là Bộ trưởng Bộ Quốc phòng (là người dân sự hoặc quân sự đảm nhiệm)
- Phó Bộ trưởng Bộ Quốc phòng (là người dân sự hoặc quân sự đảm nhiệm)
- Thứ trưởng Bộ Quốc phòng đặc trách lĩnh vực được phân công (là người dân sự hoặc quân sự đảm nhiệm) ước lượng từ 5 đến 7 người.
- Văn phòng giúp việc cho Bộ Quốc phòng
- Cơ quan Tham mưu đầu ngành (Bộ Tổng Tham mưu, Bộ Tham mưu, Tổng cục Tham mưu....)
- Cơ quan Chính trị đầu ngành (Tổng cục Chính trị, Cục Chính trị hoặc Sở Chính trị...)
- Cơ quan Hậu cần đầu ngành (Tổng cục Hậu cần, Cục Hậu cần.....)
- Cơ quan Kỹ thuật đầu ngành (Tổng cục Kỹ thuật, Cục Kỹ thuật....)
- Cơ quan Tình báo Quốc phòng
- Cơ quan Tài chính đầu ngành
- Cơ quan Tư pháp đầu ngành
- Cơ quan Thanh tra
- Cơ quan Điều tra
- Hội đồng An ninh Quốc phòng
- Các Cơ quan chức năng thuộc Bộ
- Các cơ quan chức năng thuộc Tổng cục, Cục, Vụ
- Các Quân chủng (Lục quân, Hải quân, Phòng không Không quân...)
- Các Binh chủng
- Các Quân khu (chia theo Vùng địa lý)
- Các Quân đoàn
- Các Bộ Tư lệnh (chia theo vùng địa lý)
- Các Học viện Nhà trường
- Các Viện, Trung tâm nghiên cứu
- Các Doanh nghiệp Quân đội

Dưới đây là danh sách Bộ Quốc phòng các quốc gia sắp xếp theo thứ tự Abc:

### Đặt tên là Bộ
- Bộ Quốc phòng Hoa Kỳ
- Bộ Quốc phòng Hàn Quốc
- Bộ Quốc phòng Nga
- Bộ Quốc phòng Nhật Bản
- Bộ Quốc phòng Trung Quốc
- Bộ Quốc phòng Việt Nam

### Trong lịch sử còn có tên là Bộ Chiến tranh
- Bộ Chiến tranh Hoa Kỳ